# Sarifer flavirameus
Sarifer flavirameus là một loài bọ cánh cứng trong họ Cerambycidae.